# Le Grand Risque
Pour plus de détails, voir Fiche technique et Distribution.
Le Grand Risque (The Big Gamble) est un film américain réalisé par Richard Fleischer et sorti en 1961.

## Synopsis
Un jeune couple pas bien fortuné, mais courageux, Vic, un marin irlandais et Marie, une serveuse française, décide de partir en Côte d'Ivoire afin d'y créer une compagnie de transport routier. Il faudra que Marie, Vic et son cousin hurluberlu Sam, accomplissent, de l’Irlande jusqu’en France, différentes tâches comme le passage du permis poids lourd par Marie ou la résolution de problèmes juridiques et financiers. Ils vont effectuer un long périple en camion pour rallier l’Afrique depuis l’Europe et rencontrer toutes sortes de difficultés, climatiques, géologiques et politiques avant d'atteindre le village ivoirien, étape finale de leur grand risque…

## Fiche technique
- Titre original : The Big Gamble
- Titre français : Le Grand Risque
- Réalisation :	Richard Fleischer
- Réalisation seconde équipe : Elmo Williams
- Assistants réalisation : Paul Feyder, Bernard Farrel
- Scénario : Irwin Shaw
- Décors : Jean d'Eaubonne
- Photographie : William C. Mellor et Henri Persin (scènes africaines)
- Son : Joseph de Bretagne, Leon Birnbaum
- Montage : Roger Dwyre
- Musique : Maurice Jarre
- Scripte : Lucie Lichtig
- Producteur : Darryl F. Zanuck
- Directeur de production : Julien Derode
- Société de production : Twentieth Century Fox (États-Unis)
- Société de distribution : Twentieth Century Fox (États-Unis, France)
- Pays d’origine :  États-Unis
- Langue originale : anglais
- Format : 35 mm — couleur par DeLuxe — 2.35:1 CinemaScope — son monophonique
- Genre : film d'aventure
- Durée : 98 minutes
- Dates de sortie :
  - États-Unis : 1er septembre 1961
  - France: 29 septembre 1961
- (fr) Classification CNC : tous publics (visa d'exploitation no 24761 délivré le 18 avril 1961)

## Distribution
- Stephen Boyd : Vic Brennan
- Juliette Gréco : Marie Brennan
- David Wayne : Sam Brennan
- Sybil Thorndike : la tante Cathleen
- Fernand Ledoux : le douanier
- Jacques Marin : l'employé de l'hôtel
- Alain Saury : le lieutenant François
- Jess Hahn : Ferguson
- Gregory Ratoff : Hans von Kaltenberg
- Harold Goldblatt : le Père Fredrick
- Philip O'Flynn : John Brennan
- Maureen O'Dea : Margaret Brennan
- Mary Kean : Cynthia
- Fergal Stanley : Davey

## Production

### Casting
Dernier film de la saga cinématographique africaine de Juliette Gréco (elle y a tourné 3 films), et également dernier film produit pour elle par Darryl F. Zanuck avant leur rupture.

### Tournage
- Année de prises de vue : 1960.
- Extérieurs : 
  - Irlande : Dublin,
  - France : Paris, bambouseraie d’Anduze (Gard),
  - Côte d'Ivoire.
- Lors du tournage de la traversée de la rivière en crue, Stephen Boyd a été sauvé de la noyade par son partenaire David Wayne[1].
- Le Dioné, cargo français de la Société navale caennaise, commandé par Félix Rouxel, servit en août 1960 pour le tournage de plusieurs scènes du film[2].